# Patania agilis
Patania agilis là một loài bướm đêm trong họ Crambidae.